# VDSI – Verband für Sicherheit, Gesundheit und Umweltschutz bei der Arbeit
Der VDSI – Verband für Sicherheit, Gesundheit und Umweltschutz bei der Arbeit ist ein Berufsverband für Arbeitssicherheit, Umweltschutz und Gesundheit mit Sitz in Wiesbaden.

Der VDSI ist ein gemeinnütziger, politisch und wirtschaftlich unabhängiger Verband. Die Ziele des Verbandes sind Erfahrungsaustausch, Weiterbildung und Vernetzung seiner Mitglieder, Einsatz für eine fachgerechte Ausbildung und qualifizierte Weiterbildung, Mitwirkung bei der Erarbeitung von Gesetzen, Verordnungen, Richtlinien und Normen, Nationale und internationale Kooperationen sowie Beratung aller gesellschaftlicher Gruppen. Dem VDSI gehören Ingenieure, Techniker, Manager, (Arbeits-)Mediziner, Chemiker, Psychologen, Umweltbeauftragte und andere Berufsgruppen aus den einschlägigen Bereichen an. Im Juni 2018 hatte der VDSI rund 5.600 Mitglieder.

## Geschichte
1951 erfolgte die Gründung als Arbeitsgemeinschaft der Sicherheitsingenieure in Königswinter. 1954 erfolgte die Umbenennung in Verein Deutscher Sicherheitsingenieure (VDSI). Seit 1977 existiert die Geschäftsstelle in Wiesbaden. 1980 erfolgte der Beitritt des Verband der Sicherheitstechniker und Sicherheitsmeister (VSTM).
Nach der deutschen Wiedervereinigung traten viele Mitglieder der Arbeitsgemeinschaft Arbeitsschutz der Kammer der Technik der DDR in den VDSI ein. 1993 erfolgte die Umbenennung in den Verband Deutscher Sicherheitsingenieure und der betriebliche Gesundheitsschutz erweiterte die Zielsetzungen. 1997 wurde der Umweltschutz als zusätzlicher Aufgabenbereich definiert und die Gesellschaft für Qualität im Arbeitsschutz (GQA) gegründet. 2014 erfolgte die Umbenennung in VDSI – Verband für Sicherheit, Gesundheit und Umweltschutz bei der Arbeit. Der neue Name soll die Öffnung des Verbandes für alle Fachleute aus dem betrieblichen Arbeits-, Gesundheits- und Umweltschutz betonen.

## Struktur
Der VDSI untergliedert sich räumlich, fachlich und organisatorisch in die Geschäftsstelle in Wiesbaden mit Vorstand und dem beratenden Beirat, 27 bundesweit verteilte Regionen, die Mitglieder vor Ort beraten und 27 Fachbereiche für ständige Grundsatzarbeit, zum einen auf klar umrissenen Fachgebieten, zum anderen interdisziplinär. Darüber hinaus dienen sie den Mitgliedern als Plattform für einen branchenspezifischen Erfahrungsaustausch. Die Fachbereiche bearbeiten die Themenfelder Bau, Betriebssicherheitsmanagement, Betriebssicherheitsverordnung, Brand- und Explosionsschutz, Büroarbeit, Demografie und Beschäftigungsfähigkeit, Energie, erneuerbare Energien, Fachkräfte für Arbeitssicherheit, Gefahrgut, Gefahrstoffe, Gesundheitsmanagement, Hochschulen und wissenschaftliche Institutionen, Internationales, Kennzahlen, Kliniken, Öffentlicher Dienst, Persönliche Schutzausrüstung (PSA), Physikalische Belastungen und Einwirkungen, Psyche, Rettungsdienst, Security, Strahlenschutz – Synergien in der betrieblichen Sicherheit, Studierende, Thermische Abfallbehandlung, Umweltschutz sowie Zeitarbeit.